# Bello FiGo
Pour les articles homonymes, voir Yeboah.
Paul Yeboah, connu en ligne sous les pseudonymes de Bello FiGo et Bello FiGo Gu, (et par le passé sous ceux de Bello FiGo Gucci et Gucci Boy), né le 4 août 1992 à Accra est un trappeur, rappeur et vidéaste ghano-italien, connu en Italie pour ses nombreuses chansons parodiant des sujets tels que le racisme, le sexisme et la politique, dont certaines ont suscité la controverse.

## Vie et carrière
Né à Accra, Bello FiGo s'est installé en Italie à Parme avec sa famille en 2004. En 2007, il a commencé à publier des vidéos musicales autoproduites sur sa propre chaîne YouTube. Il l'a d'abord fait sous le nom de « Gucci Boy », mais après que la société Gucci lui a envoyé une lettre, il l'a changé en « Bello FiGo ».
Les chansons de Bello FiGo sont réalisées dans un style volontairement pauvre appelé « rap poubelle » en raison de la faible qualité technique et stylistique de sa musique rap, accompagnée de paroles bizarres, surréalistes, satiriques et souvent incorrectes sur le plan grammatical,. Ses vidéos musicales, publiées uniquement sur YouTube, totalisent des millions de vues (par exemple, la chanson Non pago affitto compte en octobre 2023 plus de 30 millions de vues), et ont fait de Bello FiGo un phénomène de l'Internet en Italie.
Après les premières chansons, caractérisées principalement par des thèmes de vulgarité et de sexisme, Bello FiGo a assumé à partir de 2016, avec les chansons Sono bello come profugo, Non pago affitto et Referendum Costituzionale, un rôle plus politique, appliquant son style et son auto-ironie aux arguments stéréotypés inhérents aux immigrés en Italie, décrits comme étant pour la plupart méchants et délinquants. Outre ces stéréotypes, il s'est également moqué de diverses personnalités politiques. C'est pour cette raison qu'en 2016, il a été défini par le magazine musical Rolling Stone comme « l'artiste le plus politisé » d'Italie", et entre la fin de l'année 2016 et le début de l'année 2017, il a subi plusieurs contestations et menaces de violence, même à caractère raciste, de la part de groupes et de sujets proches de l'extrême droite, qui ont conduit à l'annulation de certains de ses concerts par crainte de tensions et de troubles publics (à Brescia, à Borgo Virgilio, à Legnano, et à Rome),,,.
En décembre 2019, Bello FiGo a été poursuivi par l'université de Pise et son recteur, Paolo Mancarella, qui a déclaré, après avoir été contacté par l'AGI, que l'université aurait tout fait pour défendre son honneur et sa réputation, en raison d'une chanson sur le sexe que Bello FiGo a publiée sur sa chaîne YouTube officielle le 6 décembre 2019, Trombo a facoltà, qui a été enregistrée à l'intérieur des classes d'économie de l'université, qui a déclaré que son personnel n'était pas au courant et n'a pas donné son autorisation pour enregistrer la vidéo,. En février 2020, il sort la chanson CoronaVirus qui obtient plus de 5 millions de vues sur YouTube. Le 11 mai 2020, il sort son troisième album musical sur Spotify et YouTube. L'album s'intitule Terra transsese in estate.